# مارك أرنولد (كاتب)
مارك أرنولد (بالإنجليزية: Mark Arnold)‏ هو كاتب أمريكي، ولد في 15 ديسمبر 1966 في سان خوسيه في الولايات المتحدة.

## وصلات خارجية
- مارك أرنولد على موقع IMDb (الإنجليزية)